# 三重建設図書館
三重建設図書館（みえけんせつとしょかん、英語: MIE CONSTRUCTION LIBRARY）は、かつて三重県津市桜橋二丁目に存在した私立図書館。1992年（平成4年）2月3日に三重県建設業協会が開設し、2006年（平成18年）9月30日をもって休館となった。
建設業界のイメージの向上を図るべく、業界とは無関係の一般人にも開かれた図書館として開館し、建設に関する専門書だけでなく文学書も所蔵していた。

## 歴史
1991年（平成3年）4月1日に社団法人三重県建設業協会は法人化30年を迎え、同年5月の役員会において、協会長の田村憲司の発案により30周年記念事業として建設図書館を建設することを決定し、同年7月に着工した。施工者は東海土建である。図書館の建設と並行して、三重大学工学部の教授、建設省（当時）や三重県庁の職員、業界団体役員ら16人から成る図書選考委員会が図書の収集に当たった。図書館設置に向けた取り組みは、建設業界の「3K」（きつい、汚い、危険）イメージを文化的な事業を行うことで払拭しようという意図があった。また建設業協会の会員企業の中で専門書を持たない中小企業や建設業を志す学生へ図書を貸し出すという意味もあった。
1億円をかけた図書館建設工事は1991年（平成3年）12月に完成し、1992年（平成4年）2月3日に開館した。同日竣工・開館式典を挙行し約200人が出席、三重県知事の田川亮三や協会長の田村憲司らがテープカットを行った。開館時点での蔵書はおよそ7,000冊で、図書のみならず青函トンネル建設工事を記録したビデオ、基本的な技術・工法を収録したQ&A式のソフトウェア、一般向けの従来工法とツーバイフォー工法の違いを分かりやすく説明したソフトウェアなどを所蔵していた。都道府県の建設業協会で図書館・図書室を開設した例はこれまでになく、業界における広報活動としては従来、「建設フェスティバル」などのイベント開催やマスメディアでのコマーシャルメッセージが一般的であったため、建設図書館は異色の存在として注目を集めた。
開館後も図書選考委員会が年間1,000冊程度の新規購入図書を選定し、新刊を増やしていった。図書購入予算は年による変動があるが、700 - 800万円で推移した。10年以内に蔵書数の目標を2万冊超としていたが、最後に残る統計である2004年（平成16年）度の蔵書数は18,545冊と目標を達成することなく、2006年（平成18年）9月30日、事実上の閉館となる「休館」となった。

### 統計
各年度版『三重県統計書』による。
| 年度 | 蔵書数（冊） | 貸出登録者数（人） | 貸出冊数（冊） |
| ---- | ------------ | ------------------ | -------------- |
| 1991 | 7,588        | データなし         | データなし     |
| 1992 | 8,309        | データなし         | 3,051          |
| 1993 | 9,067        | 226                | 2,780          |
| 1994 | 12,000       | 1,109              | 2,498          |
| 1995 | 12,000       | 1,109              | 2,498          |
| 1996 | 12,155       | 2,111              | 5,877          |
| 1997 | 13,423       | 2,638              | 5,968          |
| 1998 | 14,664       | 3,181              | 6,750          |
| 1999 | 15,596       | 3,648              | 6,310          |
| 2000 | 16,378       | 4,060              | 5,504          |
| 2001 | 17,200       | 4,440              | 5,766          |
| 2002 | 18,023       | 16,103             | 6,152          |
| 2003 | 18,311       | 18,664             | 5,893          |
| 2004 | 18,545       | 20,911             | 5,099          |
| 2005 | データなし   | データなし         | データなし     |

## 施設
図書館は鉄筋コンクリート構造3階建てで、外壁はタイル張り、延床面積は224.52m2であった。1階部分は駐車場への進入路を設けるため玄関と書庫のみで、主要な機能は2階と3階に配置していた。2階は受付、AVコーナー、休憩コーナー、一般図書と建設関係の図書（建設経営、建設技術〔土木・建築共通〕）の書架、ビデオ・雑誌の棚が置かれ、3階は建設技術の専門書（土木部門・建築部門）、国土地理院発行の地図（三重県関係分）、雑誌のバックナンバーを収蔵していた。
図書館の所在地は三重県津市桜橋二丁目177番地2で、三重県建設業協会のある三重県建設産業会館に隣接していた。

## 特徴
三重県建設業協会の設置・運営する図書館であったが、建設業界とは関係のない一般の利用も認めていた。これは、図書館を建設・運営することで建設業界のイメージ向上を狙っていたからであり、一般の人に建設事業への理解関心を高めてもらうことを意図していた。実際に建設業協会会員及び会員企業の従業員の利用は55.2%と半数近くが協会以外の利用者で占めていた。一般利用者の増加には後述のテレビCMが大きな効果を挙げている。貸し出しには利用者カードを要し、カード発行には100円が必要であったが、貸し出しそのものは無料であった。利用者カードの作成に住所要件はなく、身分証明書の提示は不要で、中学生以上であれば誰でも作成可能であった。
開館時間は9時から16時30分（12時から13時までは休館）で、土日祝日・年末年始は休館していた。職員は1人の専任職員と2人の兼務者の計3人で、独自に作成した「司書管理マニュアル」に従って運営した。貸出可能点数は図書・雑誌・ビデオを含め3点まで、貸出期間は2週間で、1回の延長が可能であった。なお返却が遅れた場合は3か月間貸し出し停止となるという厳しいペナルティがあった。
図書の配架・分類は日本十進分類法（NDC）を採用せず、独自の分類法を用いていた。分類は3桁の数字で、上1桁の1が「一般」、2が「建設経営」、3が「建設技術（共通）」、4が「建設技術（土木）」、5が「建設技術（建築）」の大分類を示し、下2桁は小分類を示していた。なお、小分類の下2桁「17」はビデオ、「19」は雑誌を示し、他の数字は図書を示していた。1996年（平成8年）9月30日時点の蔵書構成は一般（分類1）が30.3%、建設技術（建築）（分類5）が24.3%、建設技術（土木）（分類4）が22.8%、建設技術（共通）（分類3）が15.0%、建設経営（分類2）が7.6%であった。貸出比率は一般（分類1）が32.0%、建設技術（共通）（分類3）が30.3%、建設技術（建築）（分類5）が22.6%、建設技術（土木）（分類4）が10.3%、建設経営（分類2）が4.3%と蔵書比率とは一致しなかった。蔵書はすべてコンピュータで管理されており、コンピュータで蔵書検索ができたほか、紙製の図書目録を開架書架で公開していた。

## テレビCM
1995年（平成7年）4月より、三重建設図書館の一般への認知の向上と、一般利用が可能であることを広く知ってもらうためにテレビCMを三重テレビ放送で放映していた。このCMは1本30秒で、最初に「三重建設図書館」の文字と同館の住所・電話番号を映し出し、館内の書架を映しながら建設関係の専門図書館であることを紹介した後、誰でも気軽に利用できることをアピールして最後に再び館名・住所・電話番号を表示して終了するというものであった。なおCMの制作は趣旨を伝えた上で制作会社に一任し、建設図書館が主体的に制作したわけではなかった。特徴的なローカルCMが多い三重テレビの中でも印象深いCMとして三重県民だけでなく、三重テレビを視聴できる愛知県民にも知られていた。
CMの放映開始により1日の平均入館者数は13人から21人に、利用者カードの申込者数は年間300人弱から500人強へと増加した。